# Dibrowa (rejon romeński)
Dibrowa (ukr. Діброва) – osiedle na Ukrainie, w obwodzie sumskim, w rejonie romeńskim, w hromadzie Chmeliw. W 2001 liczyło 391 mieszkańców.